# Disco de Magliano

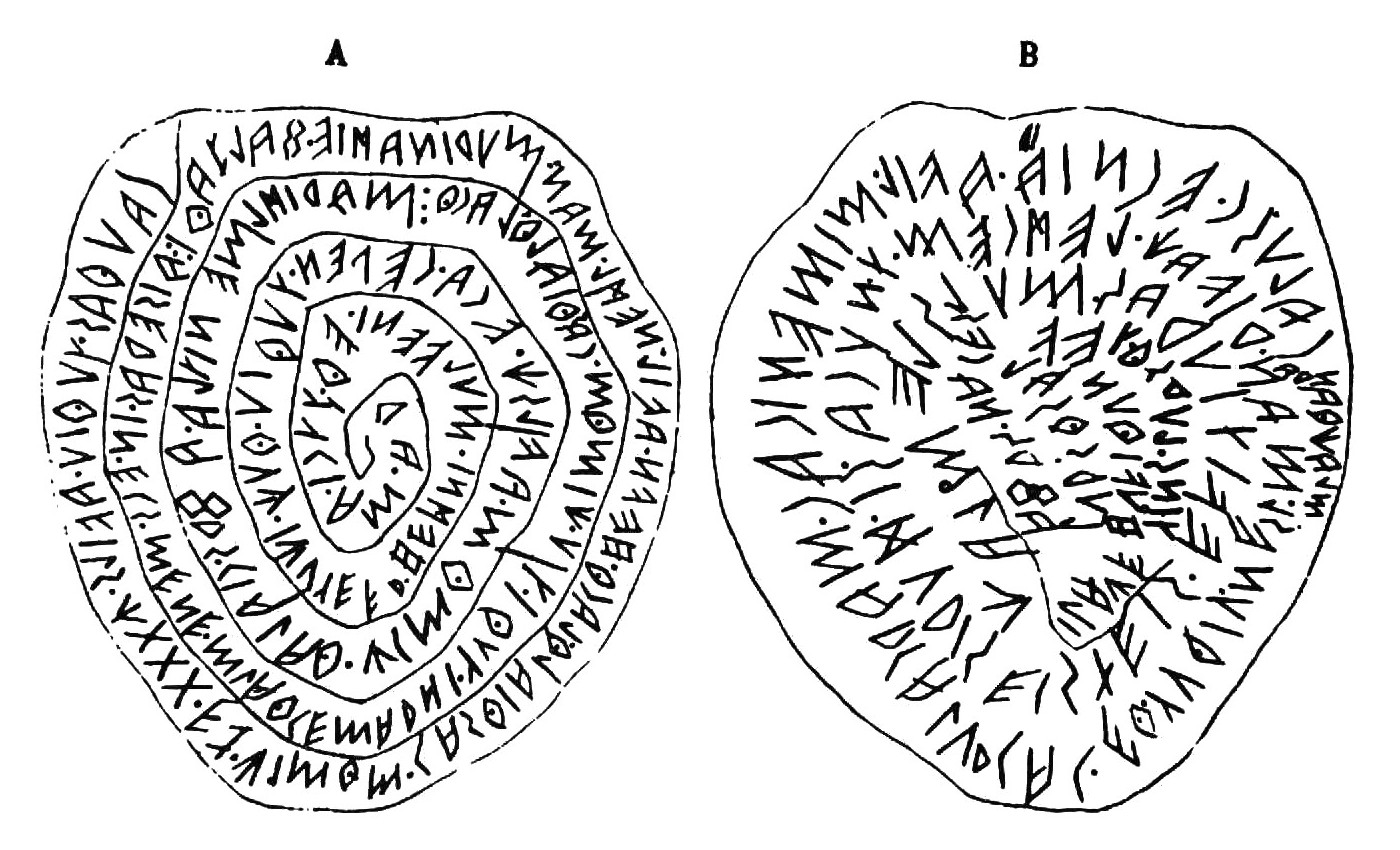
Representación de las dos caras, según el Corpus inscriptionum etruscarum (Lipsia 1919-21)

El disco de Magliano es un artefacto etrusco en plomo, de forma redonda con un diámetro de unos 8 cm, encontrado en 1882 en Magliano in Toscana, en la provincia de Grosseto de Italia y datado del siglo V-IV a. C. Se conserva al Museo Arqueológico de Florencia.

## Características
Muestra una inscripción, grabada sobre sus dos caras, escrita en etrusco, en una secuencia espiral hacia el centro del disco. Contiene alrededor de 70 palabras, y por esta razón se encuentra entre los textos conservados más largos en lengua etrusca. La interpretación del texto parece indicar que se trata de las normas para los sacrificios de ofrecimiento que se hacían a los dioses Tínia, Maris, Calu y Canthas.
El objeto recuerda por su forma al famoso disco de Festo.